# Jet City Woman
Jet City Woman è un singolo del gruppo musicale statunitense Queensrÿche, pubblicato nel 1991 ed estratto dall'album Empire.

## Tracce
1. Jet City Woman - 5:21
2. I Dream In Infra-Red (1991 Acoustic Remix) - 4:01

## Formazione
- Geoff Tate - voce
- Michael Wilton - chitarra
- Chris DeGarmo - chitarra
- Eddie Jackson - basso
- Scott Rockenfield - batteria